# Cerkiew Kazańskiej Ikony Matki Bożej w Czarnej Wielkiej
Cerkiew pod wezwaniem Kazańskiej Ikony Matki Bożej – prawosławna cerkiew cmentarna w Czarnej Wielkiej. Należy do parafii św. Mikołaja w Grodzisku, w dekanacie Siemiatycze diecezji warszawsko-bielskiej Polskiego Autokefalicznego Kościoła Prawosławnego.
Świątynia została zbudowana w latach 1868–1869 z inicjatywy Franciszka Kudry; konsekrowana 2 lutego 1869.

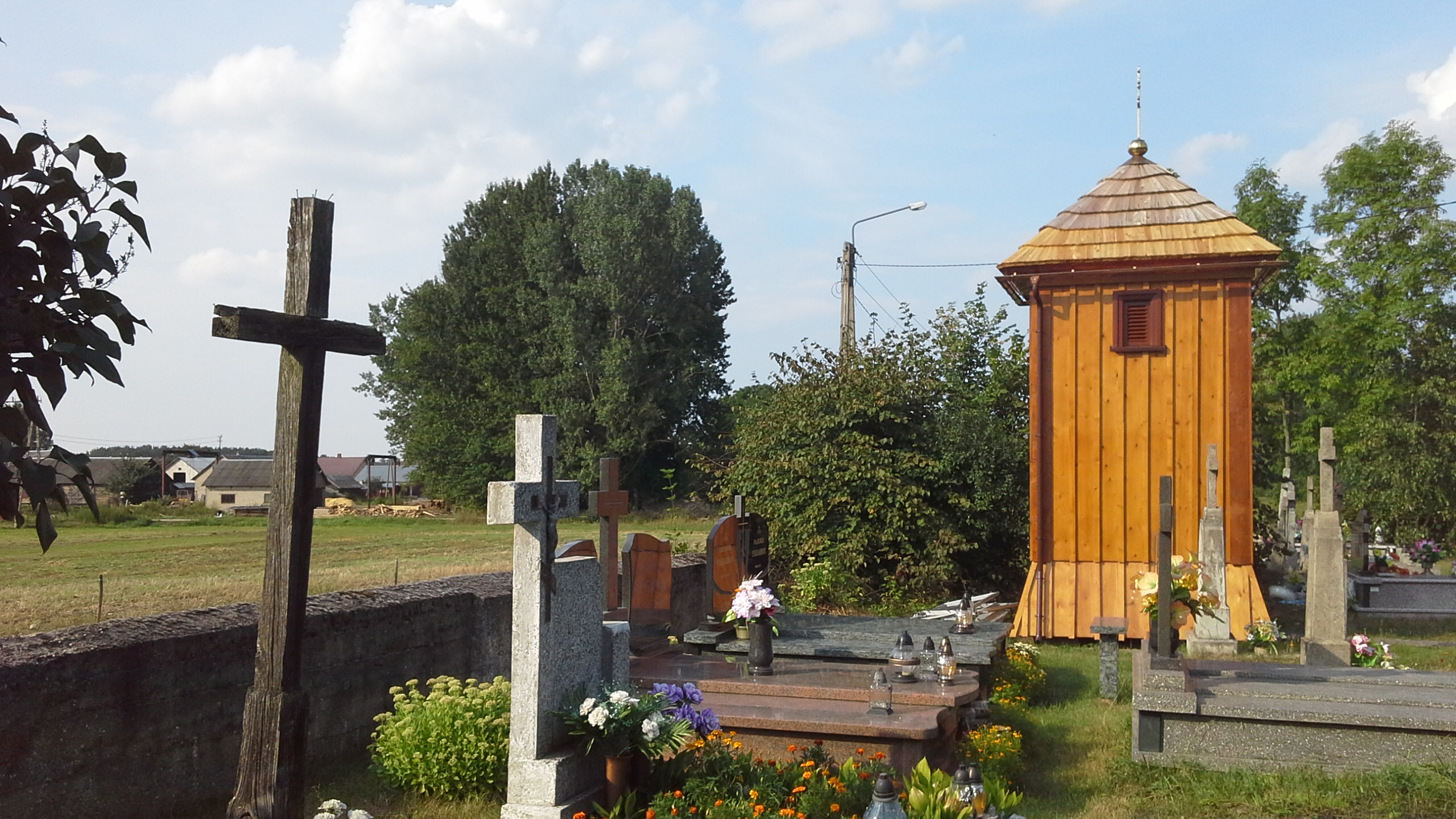
Dzwonnica cerkiewna

Cerkiew drewniana, o konstrukcji zrębowej, wzniesiona na planie ośmioboku, orientowana, jednonawowa, zamknięta trójbocznie. Od frontu kruchta. Nad wejściem dwuspadowy daszek. Nad kruchtą blaszany dach z sześcioramiennym krzyżem. Nad nawą jednokalenicowy, blaszany dach z wieżyczką zwieńczoną cebulastym hełmem. Wewnątrz XIX-wieczny ikonostas. Obok cerkwi dzwonnica z 1870 – zbudowana na planie kwadratu, drewniana, o konstrukcji słupowo-ramowej, z blaszanym dachem namiotowym zwieńczonym kopułką z krzyżem.
Cerkiew remontowano w 1960 i 1982. W 1997 odnowiono wnętrze świątyni. Po zakończeniu kolejnego remontu (2. dekada XXI w.), cerkiew została poświęcona 4 listopada 2015 (w uroczystość patronalną) przez metropolitę Sawę.
Główne uroczystości obchodzone są: 7 sierpnia (według starego stylu 25 lipca) i 4 listopada (według starego stylu 22 października).
Cerkiew wpisano do rejestru zabytków 25 listopada 1966 pod nr 297.